# 錢傑沃特 (新澤西州)
錢傑沃特（英語：Changewater）是位於美國新澤西州沃倫縣的非建制地區。

## 歷史
錢傑沃特的郵局自1859年營運至今。

## 地理
錢傑沃特所處的海拔為高於海平面122米（即400英呎），而該地所採用的時區為UTC-5，即北美东部时区（EST）。同時該地設有夏令時間，為UTC-5調快一小時，即UTC-4（EDT）。